# 타첼부름

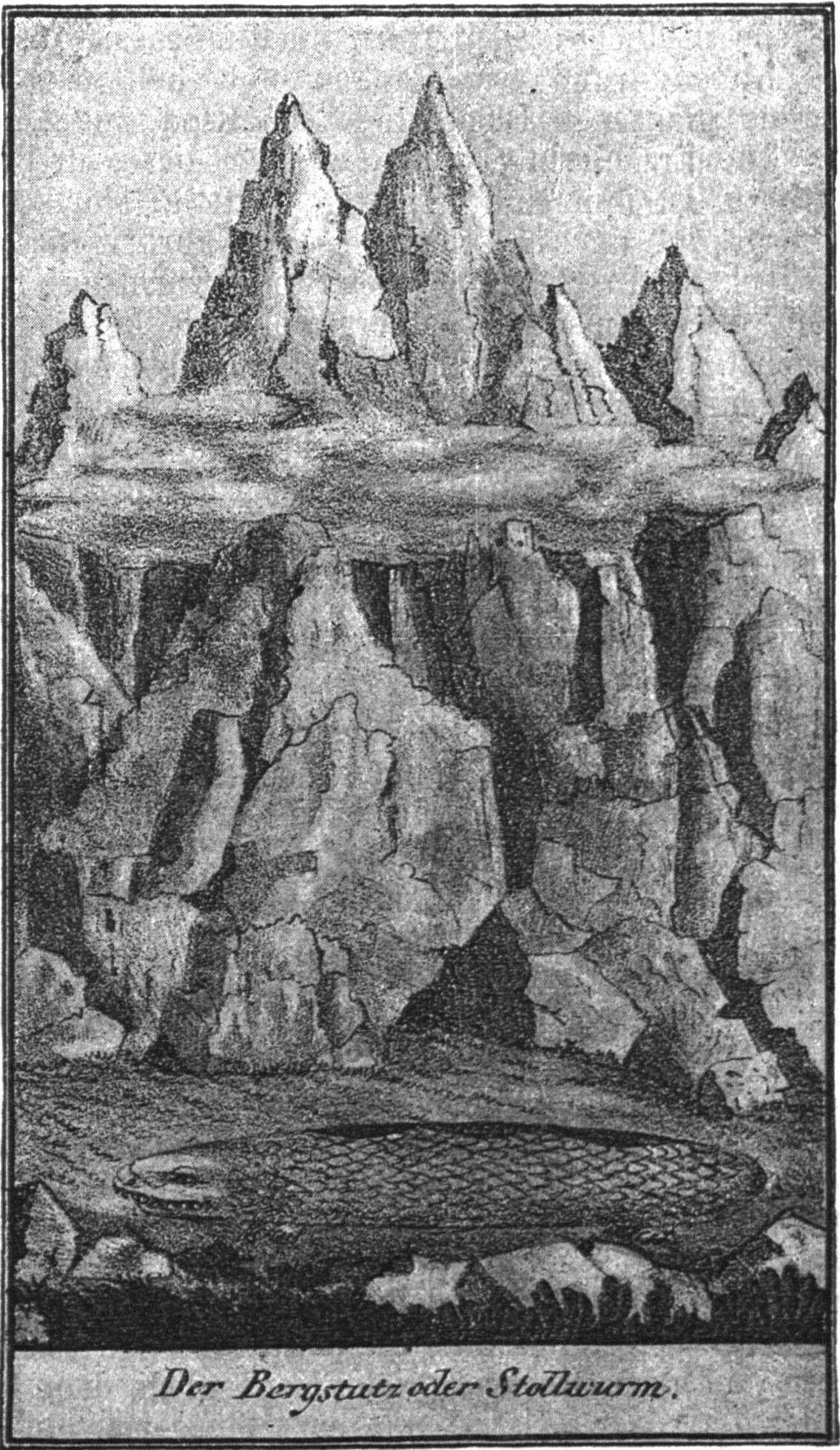

타첼부름(독일어: Tatzelwurm)은 알프스 지방 민담에 등장하는 뭉툭한 도마뱀 비슷한 생물이다. 상체는 고양이이고 엉덩이 밑으로는 뱀인데 뒷다리는 없다. 오스트리아, 바이에른, 이탈리아, 스위스 등 알프스 산맥이 지나가는 곳곳에서 목격담이 전해져 온다.

## 같이 보기
- 린드부름